# Dalitire
Dalitire è un comune dell'Azerbaigian situato nel distretto di Şəmkir.